# Stazione di Valence TGV Rodano-Alpi Sud
La stazione di Valence TGV Rodano-Alpi Sud (in francese gare de Valence TGV Rhône-Alpes Sud) è una stazione ferroviaria situata nel comune di Alixan (11 chilometri a nord-est del centro di Valence), nel dipartimento della Drôme, nella regione dell'Alvernia-Rodano-Alpi.

## Storia
La stazione è entrata in servizio il 10 giugno 2001, contemporaneamente alla LGV Méditerranée, terza e ultima tratta della linea ad alta velocità che collega Parigi a Marsiglia. 
La stazione è stata realizzata nell'ambito del progetto di ammodernamento ed elettrificazione completa del Sillon Alpin Sud. Réseau ferré de France e la regione Rodano-Alpi hanno collegato la linea Valence-Moirans alla LGV Méditerranée, permettendo di istradare i TGV tra il solco alpino e la costa mediterranea da Annecy a Marsiglia via Grenoble, dal febbraio 2014 senza dover cambiare a Valence-Ville come avveniva prima dell'entrata in servizio della nuova stazione.

## Strutture e impianti
L'edificio è condiviso dalla stazione TGV e dalla stazione della linea da Valence a Moirans.
La stazione si trova all'interno del polo direzionale Rovaltain, a una decina di chilometri dal centro della città di Valence ed è facilmente raggiungibile dalla tangenziale di Valence (Route Nationale 532: uscita 4) che collega Valence alla A49. 
La stazione TGV di Valence si trova ad un'altitudine di 168 m al chilometro 495+464 della LGV Méditerranée (inizio della chilometrica da Combs-la-Ville), tra le stazioni TGV di Lione-Saint-Exupéry e di Avignone TGV, e al chilometro 10+493 dalla linea da Valence a Moirans, tra le stazioni di Valence-Ville e Romans - Bourg-de-Péage. 
L'atrio della stazione si trova su un leggero pendio ed è dotata di connessione Wi-Fi gratuita e dispone di edicola, panetteria, bancomat, zona relax e da 2 a 3 sportelli. La sala è molto luminosa, con tutte le facciate in vetro.
La stazione dispone di 7 binari e 5 banchine: i binari 1 e 2, al piano superiore sulla linea Valence-Moirans sono riservati ai TER Auvergne-Rhône-Alpes; al piano inferiore i binari 3, 4 e 5 sulla  LGV Méditerranée per il TGV. Il binario 5 può essere utilizzato solo verso Moirans e verso sud.
Le banchine del TGV comunicano con l'atrio posto al piano superiore in un unico punto situato alla fine delle banchine. La stazione è una delle nuove stazioni TGV in Francia ad essere collegata alla rete ferroviaria classica. Come tutte le stazioni LGV, anche qui sono presenti due binari di passaggio posti tra i due binari 3 e 4, che permettono il transito ad alta velocità dei treni senza fermate intermedie.